# André Watts
André Watts (20 de junio de 1946 - 12 de julio de 2023) fue un pianista clásico y profesor en la Escuela de Música Jacobs de la Universidad de Indiana.

## Comienzos
Nacido en Núremberg, Alemania, Watts es hijo de madre húngara, Maria Alexandra Gusmits, pianista, y padre afroestadounidense, Herman Watts, un sargento del Ejército de EE. UU. Watts pasó su niñez en Europa, viviendo en lugares cercanos a donde su padre estaba destinado.  Empieza a estudiar violín cuando tenía cuatro años. Con seis decide que el piano era su instrumento. Cuándo André tenía ocho años, el traslado de Herman llevó a la familia a los Estados Unidos. Recalaron en Filadelfia, Pensilvania. Su madre empezó con sus primeras lecciones. A Watts le desagradaba practicar. Para darle ánimo, su madre le explicaba historias del gran pianista y compositor Franz Liszt, dejándole claro que Liszt ensayaba fielmente cada día. La inspiración encontrada en Liszt, le hizo adoptar su estilo teatral de interpretación. Después del divorcio de sus padres en 1962, Watts se quedó con su madre, quién mantuvo a los dos, trabajando como secretaria y más tarde como recepcionista.
Watts se matriculó en la Academia Musical de Filadelfia (ahora parte de la Universidad de las Artes), donde estudia con Genia Robinor, Doris Bawden, y Clement Petrillo, graduándose en junio de 1963. Participó en su primera competición con nueve años, con cuarenta niños más, para tener la oportunidad de actuar en los conciertos para los niños de la Orquesta de Filadelfia. Watts ganó la competición tocando un concierto de Joseph Haydn.
A la edad de diez años, Watts interpretó el Concierto de Mendelssohn con la Robin Hood Dell Orquesta y con catorce, las Variaciones Sinfónicas de Franck, otra vez con la Orquesta de Filadelfia. Con dieciséis años, hizo una audición en el Carnegie Hall.

## Carrera
Su interpretación del Concierto para piano n.º 1 de Liszt en un concierto de juventudes musicales el 12 de enero de 1963 fue grabado en video y nacionalmente televisado por la CBS el 15 de enero de 1963. El pianista estuvo acompañado por la Nueva York Philharmonic, dirigida por Leonard Bernstein. Antes del concierto, Bernstein introdujo a Watts a la audiencia televisiva nacional, declarando que él "flipó" cuándo oyó tocar a Watts por primera vez.
El 31 de enero de 1963, Bernstein pidió a Watts que sustituyera a Glenn Gould, que estaba enfermo, como solista para un concierto de suscripción regular de la Filarmónica de Nueva York. Watts tocó otra vez el Concierto de Liszt. Cuándo hubo sonado su cadenza final, la orquesta entera se unió a la audiencia en una gran ovación. Su primer LP El Debut Apasionante de André Watts, fue poco después publicado en Columbia Masterworks, e incluyó el Concierto de Liszt con Bernstein y la Filarmónica de Nueva York.
Después de su graduación Watts se matriculó en el Instituto Peabody en Baltimore, Maryland donde estudió parte del tiempo para la licenciatura de Música con el pianista Leon Fleisher. El año siguiente apareció en Nueva York en el Lewisohn Stadium con el director Seiji Ozawa y la Nueva York Philharmonic, interpretando el Concierto para piano n.º 2 de Camille Saint-Saëns. En septiembre de 1963, otra vez interpretó el concierto de Liszt en el Hollywood Bowl en Los Ángeles. Abrió la temporada 1964-65 de la Orquesta Sinfónica Nacional en Washington D. C., interpretando otra vez el concierto de Saint-Saëns. Regresó a Nueva York en enero de 1965 para interpretar Concierto para piano n.º 2 de Chopin. Watts hizo su debut europeo en una actuación en Londres con la Orquesta Sinfónica de Londres en junio de 1966.
En 1969 tenía un programa de conciertos lleno, con reservas de tres años por adelantado. Watts hizo su debut en Boston en 1969 para las series Peabody Mason Concert. Se graduó en el Peabody Institute en 1972.
En febrero de 1973, Watts fue seleccionado como Musical America's Musician of the Month. Entre otros honores ha recibido el doctor honoris causa por el Albright College y la Yale University, la Orden del Zaire, la University of the Arts Medal de la University of the Arts en Philadelphia, y la National Medal of Arts.
A mediados de los años 70, daba 150 conciertos y recitales por temporada, actuando aproximadamente ocho meses del año. En 1976, a la edad de treinta años, celebró su décimo actuación consecutiva en el Lincoln Center en el Avery Fisher Hall. El PBS de la tarde de domingo fue el primer recital de solo presentado en vivo del Lincoln Center y el primer recital entero en ser televisado nacionalmente en horario de máxima audiencia.
En noviembre de 2002, Watts tuvo un hematoma subdural y padeció cirugía de emergencia. En 2004 también fue intervenido por una hernia discal que le afectó el uso de su mano izquierda. Continuó actuando regularmente después de recuperarse de las intervenciones quirúrgicas.
En 2004 Wats se unió a la Escuela de Música Jacobs de la Universidad de Indiana.

## Grabaciones
Watts ha grabado para varias casas de música. Firmó un contrato exclusivo con Columbia Masterworks Records en su 21.º cumpleaños. En 1977, Watts informó que su contrato había sido rescindido. En 1985 firmó un contrato de registro con EMI, con quien grabó hasta comienzos de los años 90. También ha grabado para Telarc. Watts ha grabado gran variedad de repertorio, concentrándose en los compositores de la era Romántica, como Chopin y Liszt, pero también incluyendo a Gershwin. Fue incluido en la selección de Grandes Pianistas del Siglo XX editada por Philips.

## Premios y reconocimientos
- 1964 Most Promising New Classical Recording Artist[22]
- 1973 Honorary Doctorate, Yale University[6][22]
- 1975 Honorary Doctorate, Albright College[6]
- 1984 Distinguished Alumni Award, Peabody Institute of The Johns Hopkins University[23]
- 1988 Avery Fisher Prize[6]
- 1988 University Of The Arts Medal, Philadelphia[12]
- 2011 National Medal of Arts[13]
- 2013 American Classical Music Hall of Fame[24]
- 2014 Cincinnati MacDowell Society's MacDowell Medal[24]